# San Gabriel Mountains National Monument
Le San Gabriel Mountains National Monument est un monument national américain désigné comme tel par le président des États-Unis Barack Obama le 10 octobre 2014. Il protège 1 400 km2 englobant des parties de la forêt nationale d’Angeles et de la forêt nationale de San Bernardino dans les montagnes San Gabriel, dans le comté de Los Angeles, en Californie.

## Historique
Le mouvement en faveur de la préservation des montagnes de San Gabriel a commencé en 2003 lorsque Hilda Solis, alors membre du Congrès, a lancé un rapport de faisabilité environnementale pour voir s’il était possible d’augmenter la protection par la désignation de monument national.
Plus de 15 millions de personnes vivent à moins de 90 minutes des monts San Gabriel, qui fournissent 70 % de l’espace ouvert aux Angelinos et 30 % de leur eau potable. Les sondages ont indiqué que 80 % des électeurs du comté de Los Angeles soutenaient la proposition de protection des montagnes et des rivières de San Gabriel. L’administration Obama a cité la présence d’espèces en voie de disparition, d’importantes ressources culturelles et la menace d’un financement peu fiable pour la gestion et l’empiètement du développement comme raisons immédiates de la création du monument. De plus, toutes les emprises existantes continuent d’être respectées et les activités récréatives existantes, comme la randonnée, le camping, la pêche et le vélo, ne seront pas touchées.

### Projet d’agrandissement
En mai 2023, la représentante Judy Chu et le sénateur Alex Padilla ont présenté un ensemble de projets de loi qui agrandiraient le monument de plus de 40 000 hectares et désigneraient en outre 12500 hectares comme zone de nature sauvage protégée,. Le 8 juin 2023, Chu et Padilla ont envoyé une lettre au président Joe Biden lui demandant d’agrandir le monument par proclamation en vertu de la loi sur les antiquités.